# Metalinhomoeus microsetosus
Metalinhomoeus microsetosus är en rundmaskart. Metalinhomoeus microsetosus ingår i släktet Metalinhomoeus, och familjen Linhomoeidae. Arten är reproducerande i Sverige.